# 시라이와정
시라이와정(白岩町)은 야마가타현 니시무라야마군에 설치되었던 정이다. 현재의 사가에시에 해당한다.